# シマフリル

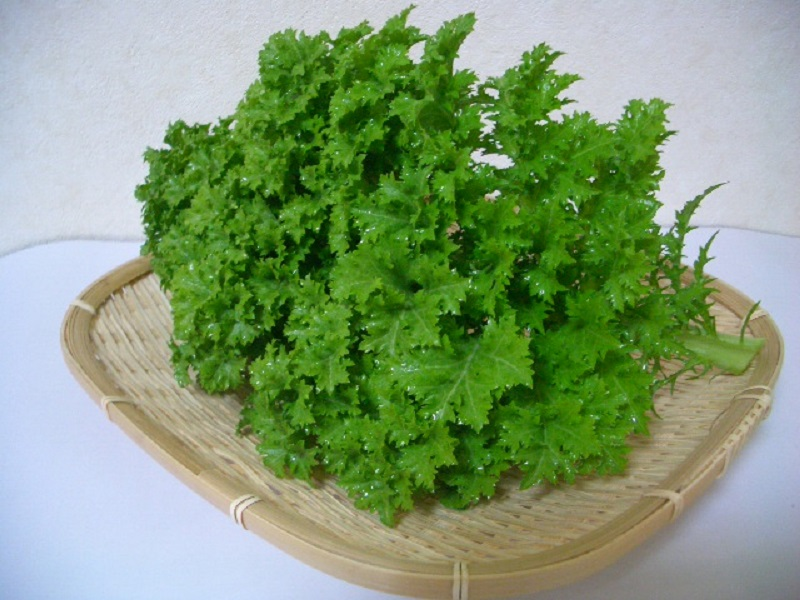
シマフリル

シマフリルはアブラナ科で、野菜として栽培育成される。主に葉を食用とするほか種から食用油が摂取されアリルイソチオシアネートの成分が発見されている。

## 特徴
広島県尾道市因島内のさいとう農園で開発された。「青大葉高菜」に「日本あざみ菜」を交配して育成されたものであり、葉は緑色で光沢が中、裂片が極多、葉肉の辛味が僅な生食向きの品種である。草姿は開、分げつ性及び茎の肥大性は無である。葉数は中、葉形は短楕円、葉長はかなり短、葉緑の切れ込みは深裂、裂片の多少は極多、鋸歯の多少はやや多、葉色は緑、葉面の着色は無、葉の光沢は中、葉面の毛じは無、葉緑の波打ちは多、葉柄・中助の形は半円形、幅は狭、葉柄の長さは短である。根の肥大性は無、早晩性は早、球根性は無、葉肉の辛味は僅である。「ちりめん葉からし菜」と比較して、葉の裂片が多いこと、葉肉の辛味が少ないこと等で、「大葉高菜」と比較して、葉緑の切れ込みが深いこと、鋸歯及び葉緑の波打ちが多いこと等で区別性が認められる。」尾道因島内の外浦干拓地で栽培されている「緑の葉っぱ なざみちゃん！」は苗から2週間程育成した植物体である。播種は6月から12月。

## 利用
葉菜として栽培され、葉茎は油炒めやおひたし、漬物、天ぷら、サラダなどに利用される。